# Stellar Stellar
『Stellar Stellar』（ステラ ステラ）は、日本のバーチャルYouTuber、バーチャルアイドル星街すいせいの楽曲。2021年9月29日に「Still Still Stellar」の発売に伴い音源が発表された。

## 概要
本曲は自身のファーストアルバム「Still Still Stellar」のリード曲として発表された。YouTubeの公式チャンネル上にミュージックビデオが公開されており、2025年1月現在4400万回以上再生されている。

## THE FIRST TAKEとその反響
本曲は2023年1月20日にYouTubeでプレミア公開された星街の「THE FIRST TAKE」の披露曲であった。演奏は星街、TAKU INOUE、永山ひろなおで行われた。
「THE FIRST TAKE」初の試みとなるVtuberによる一発撮り映像の公開が話題を呼び、動画公開時には「THE FIRST TAKE」史上最大の同時視聴者数16万人、3日で500万再生という快挙を達成した。
THE FIRST TIMESの記事内で星街は以下のようにコメントしている。
| 「                                               | VTuberってまだまだおかしな存在というか、そんな私たちをこういう場所に呼んでいただけるっていうのは新しい一歩なのかなと思うので、とっても嬉しかったです。 元々「Stellar Stellar」は朝が嫌いな私の歌で、朝起きて仕事行きたくないなとか、学校行きたくないなとか、明日が来ないで欲しいとか。 そんな風に思ってる人が、勇気づけられるような楽曲になってたらいいなと思って歌いました。 ありがとうございました！ | 」 |
| —星街すいせい（THE FIRST TIMESでのコメントより） | |    |

動画公開当日は、公開前にもかかわらず数万人の視聴者が待機し多数のコメントを投稿。プレミア公開が始まると、視聴者やファンによる様々なコメントがチャット欄に殺到した。

## チャート成績
2021年10月6日付けのBillboard Japan Download Songsで初登場87位を記録、次週では40位に上昇。
その後、2023年2月1日付けのBillboard Japan Download Songsで33位、2023年2月6日付けのオリコンデジタルシングルで48位を記録した。

## 楽曲
| #  | タイトル            | 作詞         | 作曲       | 編曲       | 時間 |
| -- | ------------------- | ------------ | ---------- | ---------- | ---- |
| 1. | 「Stellar Stellar」 | 星街すいせい | TAKU INOUE | TAKU INOUE | 5:01 |

## Stellar Stellar - From THE FIRST TAKE
『Stellar Stellar - From THE FIRST TAKE』（ステラー ステラー フロム ザ ファースト テイク）は、日本のバーチャルYouTuber、バーチャルアイドル星街すいせいの配信限定シングル。2023年2月10日発売。発売元は所属事務所ホロライブプロダクションを運営するcover corp.。

### 楽曲
| #  | タイトル                                  | 作詞         | 作曲       | 編曲       | 時間 |
| -- | ----------------------------------------- | ------------ | ---------- | ---------- | ---- |
| 1. | 「Stellar Stellar - From THE FIRST TAKE」 | 星街すいせい | TAKU INOUE | TAKU INOUE | 5:25 |

## タイアップ
Stellar Stellar
テレビ朝日「musicるTV」10月度エンディングテーマ

## カバー
- 静香（長谷川育美） - ゲーム『ワールドダイスター 夢のステラリウム』に収録（2023年12月19日追加）[12]。
- RAISE A SUILEN［LAYER（Raychell）］ - ゲーム『バンドリ! ガールズバンドパーティ!』に収録（2023年12月23日追加）。星街とのデュエット歌唱[13]。
- 渋谷凛（福原綾香） - ゲーム『アイドルマスター シンデレラガールズ スターライトステージ』に収録（2024年4月4日追加）。星街とのデュエット歌唱。
- 心音淡雪（佐倉綾音） - テレビアニメ『VTuberなんだが配信切り忘れたら伝説になってた』とのタイアップとして、2024年7月7日YouTube投稿[14][15]。